# Muñecas de medianoche
Muñecas de medianoche es una película dramática mexicana de 1979, dirigida por Rafael Portillo y protagonizada por Jorge Rivero, Isela Vega, Sasha Montenegro, Carmen Salinas, Rebeca Silva, Angélica Chain y Alberto Rojas «El Caballo». Se trata de una de las producciones más populares del género conocido como "cine de ficheras" que fue muy popular en México a finales de la década de 1970 y en la década de 1980.

## Sinopsis
Dos amigos deben disfrazarse de mujeres para intentar escapar de varios mafiosos que los persiguen. Van a parar a un cabaret llamado "Las Muñecas", donde deben seguir con su plan para no ser atrapados por la mafia.

## Reparto
- Isela Vega como Lorena
- Jorge Rivero como Rafael Martínez López
- Sasha Montenegro como Gina Montesco
- Carmen Salinas como La Corcholata
- Rebeca Silva como Emilia
- Enrique Cuenca como Laurenao de la Garza
- Angélica Chaín (Fichera)
- Rafael Inclan como Perico/Licha
- Víctor Manuel "Güero" Castro como Don Chema Guajardo
- Manuel Valdés como Don Prudencio
- Armando Silvestre como Inspector
- Alberto Rojas "El Caballo" como Ambar
- Princesa Lea (Fichera)
- Guillermo Rivas como Preso
- Andrés García como Él mismo